# Årets mobila bibliotek

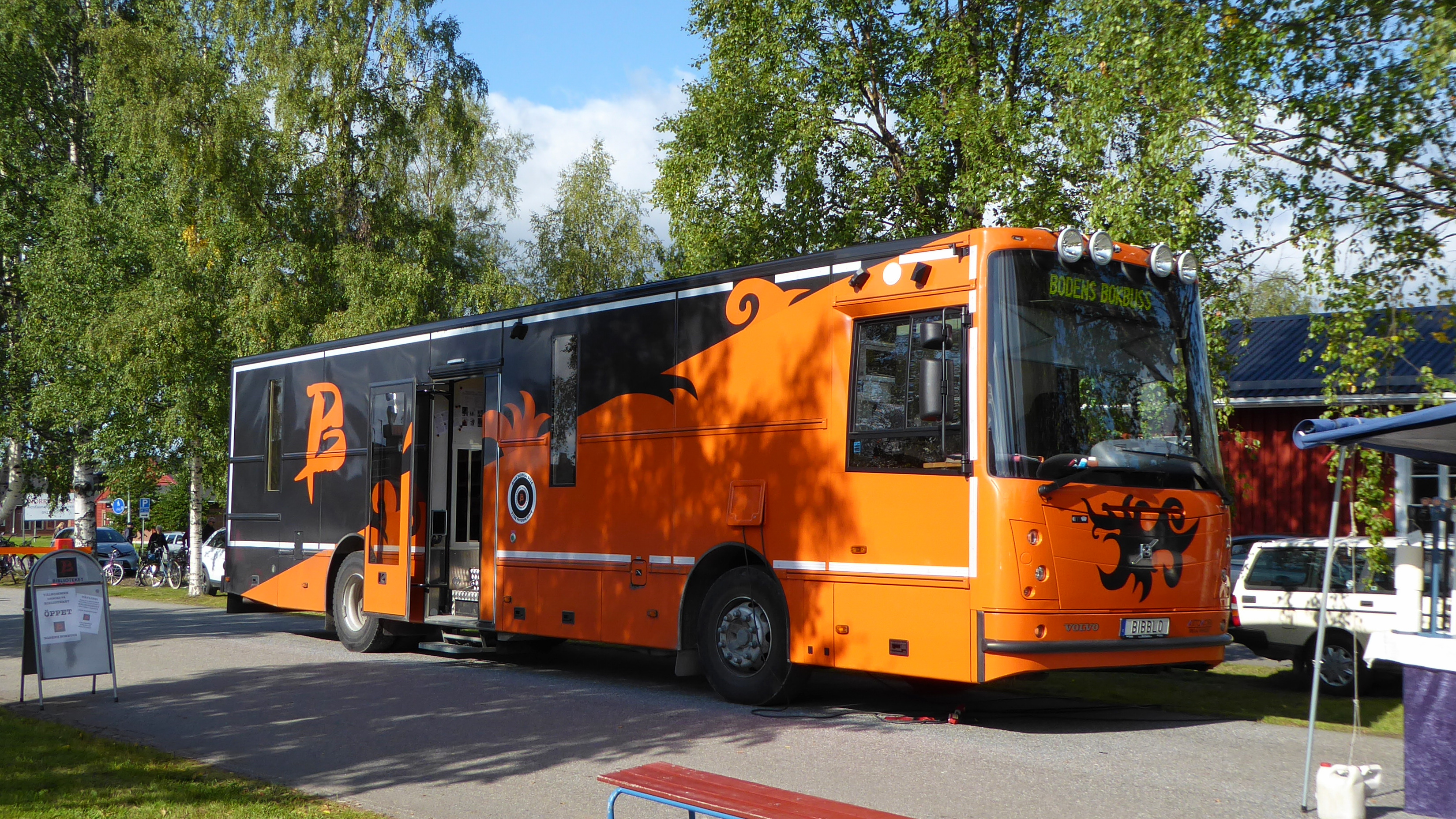
Bodens bokbuss, pristagare 2014.

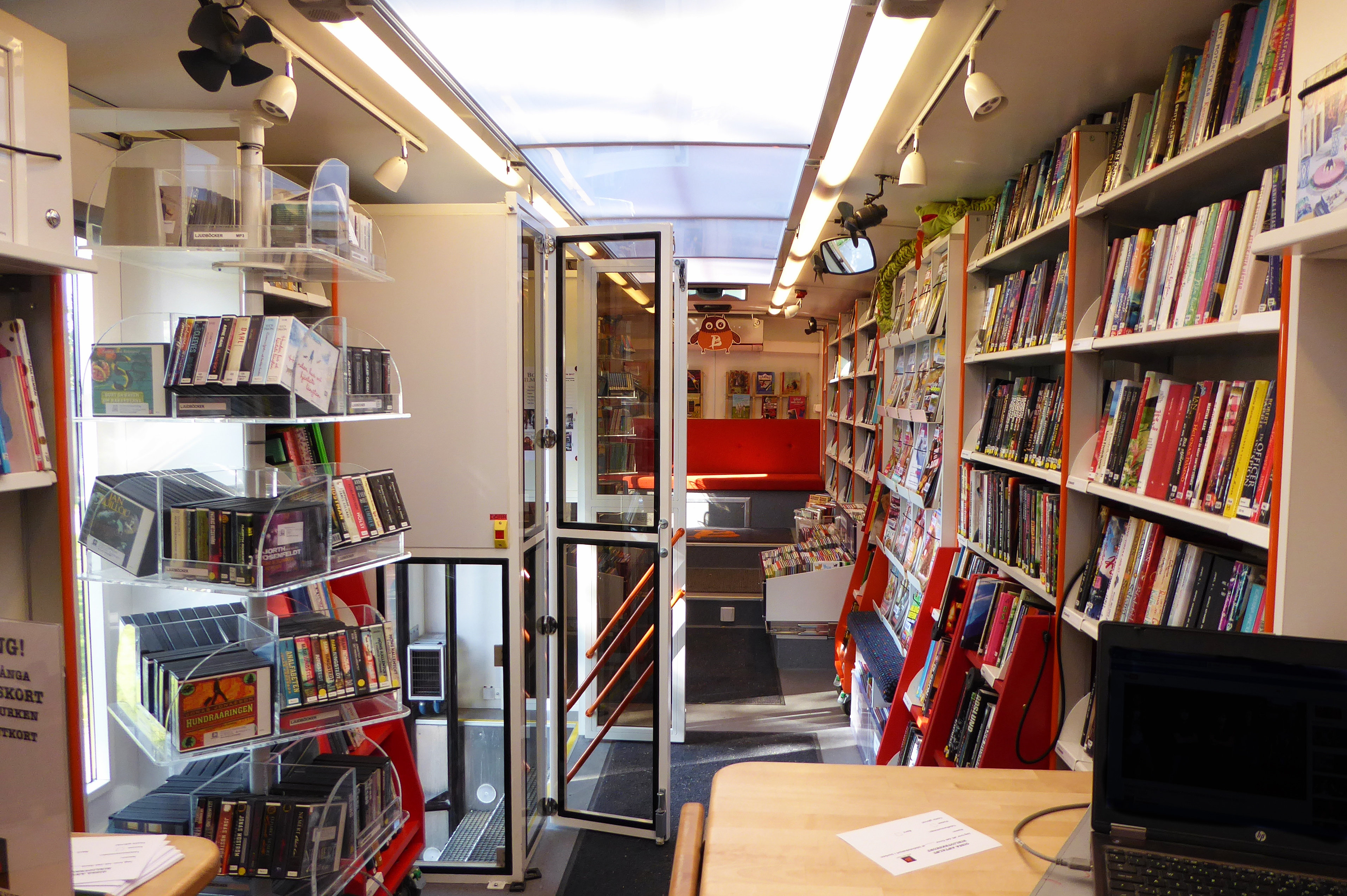
Bodens bokbuss, interiör.

Årets mobila bibliotek är ett pris instiftat av Svensk biblioteksförening 1998, i samband med att bokbussverksamheten i Sverige fyllde 50 år. Priset hette ursprungligen ”Årets bokbuss”, men bytte 2017 namn till Årets mobila bibliotek för att omfatta alla slags mobila bibliotek.
Priset delas ut till ett bibliotek som på ett nyskapande sätt utvecklar verksamheten, samspelar med utvecklingen i samhället, har en väl förankrad verksamhet i kommunen/regionen och är en inspiratör för kollegor.

## Pristagare
1990-talet
- 1998 – Linköping
- 1999 – Närpes

2000-talet
- 2000 – Gotland
- 2001 – Mölndal
- 2002 – Östersund
- 2003 – Umeå
- 2004 – Uppsala
- 2005 – Norrtälje
- 2006 – Lund och Kungsbacka
- 2007 – Värnamo[4]
- 2008 – Kiruna
- 2009 – Göteborg[5]

2010-talet
- 2010 – Falkenberg
- 2011 – Uppsala[6]
- 2012 – Luleå
- 2013 – Arvika
- 2014 – Boden
- 2015 – Trollhättan
- 2016 – Jönköping[7]
- 2017 – Sundsvall
- 2018 – Kungsbacka[8]
- 2019 – Torsby kommun[9]

2020-talet
- 2020 – Hudiksvall[10]
- 2021 – Piteå[11]
- 2022 – Göteborgs bokbussar
- 2023 – Julla Májja - den samiska biblioteksbussen[12]